# Castoraeschna tepuica
Castoraeschna tepuica – gatunek ważki z rodziny żagnicowatych (Aeshnidae). Występuje na terenie Ameryki Południowej.